# フレンズ (ザ・ビーチ・ボーイズのアルバム)
『フレンズ』（Friends）は、1968年にリリースされたザ・ビーチ・ボーイズのアルバム。本作は実験的な内容であった前2作から平和的な回帰として製作された。
1968年2月に本作の録音が始まると、マイク・ラヴはマハリシ・マヘーシュ・ヨーギーの元でトランセンデンタル・メディテイションを研究するためにインドに出かけた。本作はマイクを除いたメンバーでそのほとんどが録音された。

## 収録曲
Side 1
1. メント・フォー・ユー - Meant For You (Brian Wilson / Mike Love) - 0:38
2. フレンズ - Friends (B. Wilson / Carl Wilson / Dennis Wilson / Al Jardine) - 2:30
3. 世界よ目をさませ - Wake The World (B. Wilson / Al Jardine) - 1:28
4. ビー・ヒアー・イン・ザ・モーニング - Be Here In The Mornin'  (B. Wilson / C. Wilson / M. Love / D. Wilson / Al Jardine) - 2:16
5. 男が女を必要な時 - When A Man Needs A Woman (B. Wilson / D. Wilson / C. Wilson / Al Jardine / Steve Korthof / Jon Parks) - 2:06
6. パッシング・バイ - Passing By (B. Wilson) - 2:23

Side 2
1. アナ・リー、ザ・ヒーラー - Anna Lee, The Healer (B. Wilson / M. Love) - 1:51
2. リトル・バード - Little Bird (D. Wilson / S. Kalinich) - 1:57
3. ビー・スティル - Be Still (D. Wilson / S. Kalinich) - 1:22
4. ビジー・ドゥーイン・ナッシン - Busy Doin' Nothin' (B. Wilson) - 3:04
5. ダイアモンド・ヘッド - Diamond Head (Al Vescovo / Lyle Ritz / Jim Ackley / B. Wilson) - 3:37
6. トランセンデンタル・メディテイション - Transcendental Meditation (B. Wilson / M. Love / Al Jardine) - 1:49